# Chondrillobium blattnyi
Chondrillobium blattnyi är en insektsart som först beskrevs av Pintera 1959.  Chondrillobium blattnyi ingår i släktet Chondrillobium och familjen långrörsbladlöss. Inga underarter finns listade i Catalogue of Life.